# Maine Coon

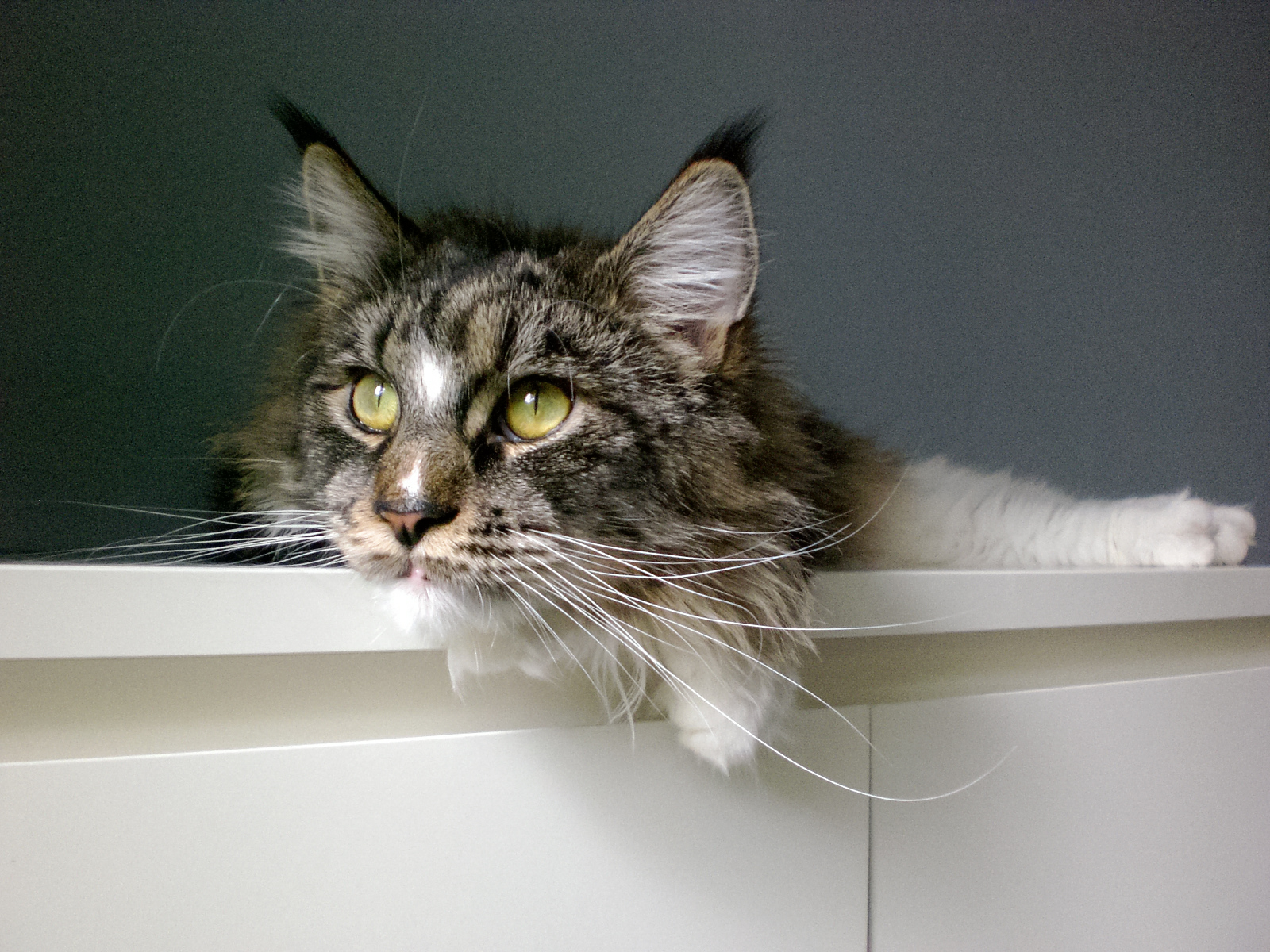

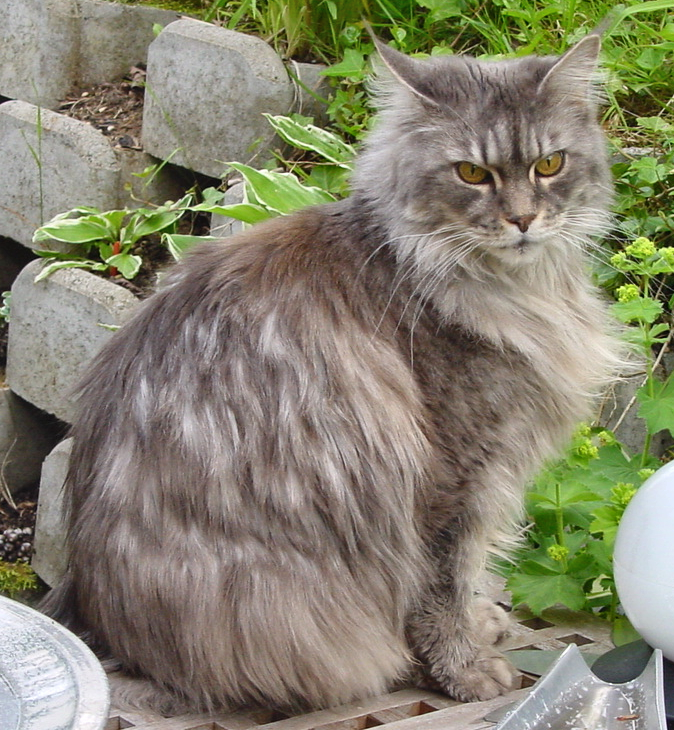
Maine Coon

Maine Coon este o rasă de pisică cu părul mediu sau lung. Pisica Maine Coon este foarte activă atât în timpul zilei, cât și pe timpul nopții. Are speranța de viață în jur de 15 ani. Rasa provine din statul american Maine și este cea mai mare ca dimensiune dintre pisicile domestice.

## Blana
Maine Coon are o blană foarte lungă și groasă care necesită multă întreținere. Rasa este făcută pentru a rezista la zonele cu climă rece din regiunile muntoase. Se poate adapta și la temperaturi mai mari, însă în climatele calde, blana ar trebui tunsă pentru a preveni supraîncălzirea și disconfortul pisicii. Blana poate fi maro cu dungi negre sau gri cu dungi negre, și albă sau gălbuie pe burtă sau portocaliu cu dungi portocaliu deschis

## Întreținere
Pentru această rasă, întreținerea este foarte migăloasă. Blana se poate încurca foarte ușor dacă nu este periată. Se recomandă periajul cel puțin o data pe săptămână.

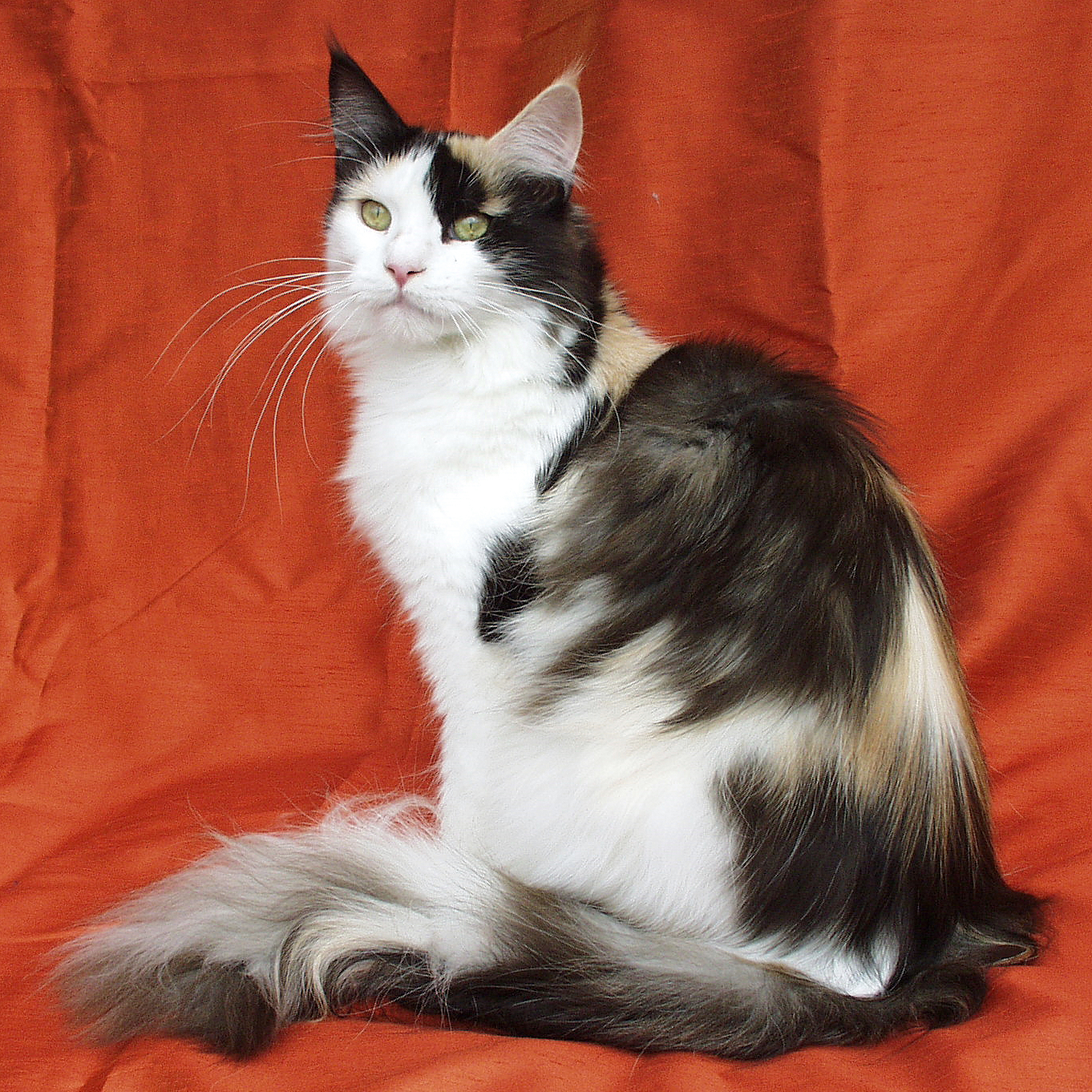

## Temperament
Pisicii Maine Coon i se mai spune și „Uriașa blândă”, o descriere cât se poate de corectă. Este o rasă foarte prietenoasă cu copiii și cu alte animale. Nu cere foarte multă atenție. Este foarte atașată de stăpânii și de casa ei. Poate avea maxim 1 metru în lungime.